# کات‌اوت (پویانمایی)
پویانمایی کات‌اوت یا بریده‌جنبانی یا پویانمایی با بریدۀ مقوا (به انگلیسی: Cutout Animation) پرسوناژ با بریدۀ مقوا ساخته می‌شود و مفصل‌گذاری می‌شود و گاه به صورت تکه‌چسبانی  یعنی با بریده‌های مواد دیگری مانند پارچه، نخ‌های مختلف، کاموا، کاغذهای گوناگون روزنامه یا عکس شکل می‌گیرد و زیر دوربین، کادر به کادر حرکت داده می‌شود و فیلمبرداری می‌شود. اولین فیلم‌های پویانماییِ شناخته‌ شدۀ جهان پویانمایی کات‌اوت (ساخته شده در آرژانتین توسط: کوئیرینو کریستیانی) بودند. این تکنیک به صورت کات اوت سایه‌ای  نیز اجرا می‌شود. با این ترتیب که اشکال لازم را از مقوای سیاه می‌سازند و از پشت به آن نور می‌تابانند. در این صورت بینده می‌تواند تصویر را به صورت سایه‌های بسیار مشخصی که حرکت می‌کنند، ببیند.
یکی از مهم‌ترین مزایای استفاده از تکنیک بریده‌جنبانی، رابطۀ مستقیم و تنگاتنگ کارگردان با کار و در نتیجه تلفیق قوی احساسات عمیق کارگردان با کار می‌باشد.